# Stadio San Nicola
Stadio San Nicola este un stadion multifuncțional proiectat de Renzo Piano în Bari, Italia.Acum cel mai des este folosit pentru fotbal fiind locul de desfășurare a meciurilor de acasă a echipei AS Bari.A găzduit finala Cupa Campionilor Europeni 1991 câștigate de Steaua Roșie Belgrad.Stadionul seamănă cu o floare așezată cu atenție pe câmpiile din Puglia.Pentru a crea acest design special la stadion i-au fost adăugate 26 de petale între ele fiind lăsat special un spațiu de 8 metri pentru a asigura securitatea.
Stadionul are o capacitate de 58.248 de locuri dar nu a fost niciodată umplut la capacitate maximă ,prezența la finala Cupei Campinilor Europeni fiind abia de 51.000 de oameni.
A fost construit în 1990 pentru Campionatul Mondial de Fotbal 1990 la care a găzduit cinci meciuri ale României, URSS, Camerunului meciul din șaisprezecimi dintre Cehoslovacia și Costa Rica și meciul pentru locul trei dintre Italia și Anglia.